# USL Championship 2023
La temporada 2023 del USL Championship fue la temporada número 13 del Campeonato de la USL y la séptima temporada bajo la sanción de la División II. La temporada año 2023 tuvo 24 equipos quienes participaron en dos conferencias durante la temporada regular. Loudoun United FC fue el único equipo de reserva de la MLS que quedó. El campeonato comenzó el 11 de marzo de 2023 y finalizó el 12 de noviembre.

## Equipos

### Cambios a partir de 2022
Se unieron a MLS Next Pro 
- Atlanta United 2
- Los Ángeles Galaxy II
- New York Red Bulls II

### Estadios y ubicaciones
| Equipo                         | Estadio                                        | Capacidad |
| ------------------------------ | ---------------------------------------------- | --------- |
| Birmingham Legión FC           | Protective Stadium                             | 47,000    |
| Charleston Battery             | Patriots Point Soccer Complex                  | 5,000     |
| Colorado Springs Switchback FC | Weidner Field                                  | 8,000     |
| Detroit City Fútbol Club       | Keyworth Stadium                               | 7,933     |
| FC Tulsa                       | ONEOK FIELD                                    | 7,833     |
| El Paso Locomotive FC          | Southwest University Park                      | 9,500     |
| Hartford Athletic              | Trinity Health Stadium                         | 5,500     |
| Indy Eleven                    | IU Michael A. Carroll Track & Soccer Stadium   | 10,524    |
| Las Vegas Lights Football Club | Cashman Field                                  | 9,334     |
| Loudoun United FC              | Segra Field                                    | 5,000     |
| Louisville City FC             | Lynn Family S                                  | 15,304    |
| Menfis 901 FC                  | AutoZone Park                                  | 10,000    |
| Miami FC                       | Estadio Ricardo Silva                          | 25,000    |
| Monterey Bay Football Club     | Cardinale Stadium                              | 6,000     |
| Nuevo México Unido             | Río Grande Credit Union Field at Isotopes Park | 13,500    |
| Oakland Roots SC               | Laney College Football Stadium                 | 5,500     |
| Orange County SC               | Championship Soccer Stadium                    | 5,000     |
| Fénix Rising FC                | Phoenix Rising Soccer Stadium                  | 10,000    |
| Pittsburgh Riverhounds SC      | Highmark Stadium                               | 5,000     |
| Rio Grande Valley FC Toros     | H-E-B Park                                     | 9,400     |
| Sacramento República FC        | Heart Health Park                              | 11,569    |
| San Antonio FC                 | Toyota Field                                   | 8,296     |
| San Diego Loyal SC             | Estadio Torero                                 | 6,000     |
| Tampa Bay Rowdies (2008)       | Estadio Al Lang                                | 7,227     |

### Personal y patrocinios
| Equipo                          | Entrenador      | Capitán | fabricante de la vestimenta | Patrocinador                                     |
| ------------------------------- | --------------- | ------- | --------------------------- | ------------------------------------------------ |
| Birmingham Legion FC            | Tom Soehn       |         | Nike                        | Coca-Cola                                        |
| Charleston Battery              | Ben Pirmann     |         | Hummel                      | Volvo                                            |
| Colorado Springs Switchbacks FC | Stephen Hogan   |         | Capelli Sport               | Centura Health                                   |
| Detroit City FC                 | Trevor James    |         | Adidas                      | Metro Detroit Area Chevrolet Dealers             |
| El Paso Locomotive FC           | Brian Clarhaut  |         | Adidas                      | Southwest University at El Paso                  |
| FC Tulsa                        | Blair Gavin     |         | Puma                        | Williams                                         |
| Hartford Athletic               | Tab Ramos       |         | Hummel                      | Trinity Health of New England                    |
| Indy Eleven                     | Mark Lowry      |         | Puma                        | Honda                                            |
| Las Vegas Lights FC             | Isidro Sánchez  |         | Meyba                       | Coincloud                                        |
| Loudoun United FC               | Ryan Martin     |         | Adidas                      | Betfred USA                                      |
| Louisville City FC              | Danny Cruz      |         | Adidas                      | GE Appliances                                    |
| Memphis 901 FC                  | Stephen Glass   |         | Puma                        | Terminix                                         |
| Miami FC                        | Anthony Pulis   |         | Macron                      | Helbiz                                           |
| Monterey Bay FC                 | Frank Yallop    |         | Puma                        | Montage Health                                   |
| New Mexico United               | Zach Prince     |         | Puma                        | Meow Wolf (home) New Mexico True (away)          |
| Oakland Roots SC                | Noah Delgado    |         | Meyba                       | Elevance Health                                  |
| Orange County SC                | Richard Chaplow |         | Adidas                      | Hoag                                             |
| Phoenix Rising FC               | Juan Guerra     |         | Adidas                      | Carvana                                          |
| Pittsburgh Riverhounds SC       | Bob Lilley      |         | Adidas                      | Allegheny Health Network (home) 84 Lumber (away) |
| Rio Grande Valley FC Toros      | Wílmer Cabrera  |         | Puma                        | Reliant                                          |
| Sacramento Republic FC          | Mark Briggs     |         | Nike                        | UCDavis Health                                   |
| San Antonio FC                  | Alen Marcina    |         | Puma                        | Toyota                                           |
| San Diego Loyal SC              | Nate Miller     |         | Charly                      | Rocket League                                    |
| Tampa Bay Rowdies               | Neill Collins   |         | Puma                        | Seminole Hard Rock Hotel &amp; Casino            |

### Cambios gerenciales
| Equipo                          | Gerente saliente        | Modo de salida                         | Fecha de la vacante     | gerente entrante | Fecha de nombramiento   |
| ------------------------------- | ----------------------- | -------------------------------------- | ----------------------- | ---------------- | ----------------------- |
| Charleston Battery              | Conor Casey             | Salida de mutuo acuerdo                | 12 de octubre de 2022   | Ben Pirmann      | 15 de noviembre de 2022 |
| El Paso Locomotive FC           | John Hutchinson         | Salida de mutuo acuerdo                | 15 de noviembre de 2022 | Brian Clarhaut   | 15 de diciembre de 2022 |
| Menfis 901 FC                   | Ben Pirmann             | Contratado por Charleston Battery      | 15 de noviembre de 2022 | Stephen Glass    | 22 de noviembre de 2022 |
| Oakland Roots SC                | Noah Delgado (interino) | Fin del periodo como DT provisional    | 1 de diciembre de 2022  | Noah Delgado     | 1 de diciembre de 2022  |
| San Diego Loyal SC              | Landon Donovan          | Promovido a la administración del club | 2 de diciembre de 2022  | Nate Miller      | 2 de diciembre de 2022  |
| Colorado Springs Switchbacks FC | Brendan Burke           | Contratado por Houston Dynamo          | 13 de enero de 2023     | Stephen Hogan    | 18 de enero de 2023     |
| Las Vegas Lights FC             | Enrique Duran           | Contratado por Los Angeles FC II       | 25 de enero de 2023     | Isidro Sánchez   | 25 de enero de 2023     |

## Temporada regular

### Formato
El calendario tiene programado 34 partidos. Cada equipo jugará contra sus oponentes de la conferencia dos veces y jugará un juego cada uno con los equipos de la conferencia opuesta. Los 8 mejores equipos de cada conferencia llegarán a los playoffs.
La temporada del Campeonato de la USL 2023 contará con el 87 por ciento de sus juegos en fechas de fin de semana (viernes a domingo), y el 76 por ciento de los juegos de la temporada regular se jugarán los sábados.

### Conferencia Este
| Pos | Equipo                    | PJ | PG | PE | PP | GF | GC | Dif | Pts | Clasificado |
| 1   | Pittsburgh Riverhounds SC | 34 | 19 | 5  | 10 | 50 | 29 | +21 | 67  | Playoffs    |
| 2   | Tampa Bay Rowdies         | 34 | 19 | 9  | 6  | 60 | 39 | +21 | 63  | Playoffs    |
| 3   | Charleston Battery        | 34 | 17 | 9  | 8  | 47 | 43 | +4  | 59  | Playoffs    |
| 4   | Memphis 901 FC            | 34 | 14 | 10 | 10 | 59 | 53 | +6  | 52  | Playoffs    |
| 5   | Louisville City FC        | 34 | 14 | 12 | 8  | 41 | 44 | −3  | 50  | Playoffs    |
| 6   | Indy Eleven               | 34 | 13 | 11 | 10 | 46 | 38 | +8  | 49  | Playoffs    |
| 7   | Birmingham Legion FC      | 34 | 14 | 16 | 4  | 44 | 53 | −9  | 46  | Playoffs    |
| 8   | Detroit City FC           | 34 | 11 | 15 | 8  | 30 | 39 | −9  | 41  | Playoffs    |
| 9   | Miami FC                  | 34 | 11 | 15 | 8  | 43 | 44 | −1  | 41  |             |
| 10  | FC Tulsa                  | 34 | 10 | 15 | 9  | 43 | 55 | −12 | 39  |             |
| 11  | Loudoun United FC         | 34 | 7  | 23 | 4  | 36 | 61 | −25 | 25  |             |
| 12  | Hartford Athletic         | 34 | 4  | 24 | 6  | 40 | 79 | −39 | 18  |             |

### Conferencia Oeste
| Pos | Equipo                          | Pts | PJ | PG | PE | PP | GF | GC  | Dif | Clasificado |
| 1   | Sacramento Republic FC          | 34  | 18 | 6  | 10 | 51 | 26 | +25 | 64  | Playoffs    |
| 2   | Orange County SC                | 34  | 17 | 11 | 6  | 46 | 39 | +7  | 57  | Playoffs    |
| 3   | San Diego Loyal SC              | 34  | 16 | 9  | 9  | 61 | 43 | +18 | 57  | Playoffs    |
| 4   | San Antonio FC                  | 34  | 14 | 6  | 14 | 63 | 38 | +25 | 56  | Playoffs    |
| 5   | Colorado Springs Switchbacks FC | 34  | 16 | 13 | 5  | 49 | 42 | +7  | 53  | Playoffs    |
| 6   | Phoenix Rising FC               | 34  | 12 | 10 | 12 | 54 | 41 | +13 | 48  | Playoffs    |
| 7   | El Paso Locomotive FC           | 34  | 13 | 13 | 8  | 41 | 51 | −10 | 47  | Playoffs    |
| 8   | New Mexico United               | 34  | 13 | 14 | 7  | 51 | 49 | +2  | 46  | Playoffs    |
| 9   | Rio Grande Valley FC Toros      | 34  | 10 | 11 | 13 | 43 | 48 | −5  | 43  |             |
| 10  | Oakland Roots SC                | 34  | 11 | 14 | 9  | 45 | 48 | −3  | 42  |             |
| 11  | Monterey Bay FC                 | 34  | 11 | 15 | 8  | 42 | 53 | −11 | 41  |             |
| 12  | Las Vegas Lights FC             | 34  | 3  | 21 | 10 | 36 | 66 | −30 | 19  |             |

## Resultados
- Los horarios corresponden al huso horario de Estados Unidos: (Hora del Este, UTC-5 en horario estándar).

| Jornada 1             | Jornada 1 | Jornada 1                 | Jornada 1                   | Jornada 1   | Jornada 1 | Jornada 1 |
| Local                 | Resultado | Visitante                 | Estadio                     | Fecha       | Hora      |           |
| --------------------- | --------- | ------------------------- | --------------------------- | ----------- | --------- | --------- |
| Memphis 901 FC        | 1:3       | Loudoun United FC         | AutoZone Park               | 11 de marzo | 19:00     |           |
| Miami FC              | 1:1       | FC Tulsa                  | Riccardo Silva Stadium      | 11 de marzo | 19:00     |           |
| Birmingham Legion FC  | 1:1       | Pittsburgh Riverhounds SC | Protective Stadium          | 11 de marzo | 21:30     |           |
| Charleston Battery    | 1:1       | Phoenix Rising FC         | Patriots Point              | 11 de marzo | 21:30     |           |
| Tampa Bay Rowdies     | 1:1       | Indy Eleven               | Al Lang Stadium             | 11 de marzo | 21:30     |           |
| San Antonio FC        | 3:1       | Oakland Rooots SC         | Toyota Field                | 11 de marzo | 22:30     |           |
| El Paso Locomotive FC | 0:1       | Sacramento Republic FC    | Southwest University Park   | 11 de marzo | 23:30     |           |
| Orange County SC      | 1:3       | Louisville City FC        | Championship Soccer Stadium | 12 de marzo | 00:00     |           |
| Monterey Bay FC       | 5:3       | Hartford Athletic         | Cardinale Stadium           | 12 de marzo | 00:00     |           |
| San Diego Loyal SC    | 1:0       | Detroit City FC           | Torero Stadium              | 12 de marzo | 00:00     |           |
| Rio Grande Valley FC  | 1:1       | Las Vegas Lights FC       | H-E-B Park                  | 12 de marzo | 21:00     |           |

| Jornada 2                       | Jornada 2 | Jornada 2                       | Jornada 2                   | Jornada 2   | Jornada 2 | Jornada 2 |
| Local                           | Resultado | Visitante                       | Estadio                     | Fecha       | Hora      |           |
| ------------------------------- | --------- | ------------------------------- | --------------------------- | ----------- | --------- | --------- |
| El Paso Locomotive FC           | 1:2       | Colorado Springs Switchbacks FC | Southwest University Park   | 15 de marzo | 22:00     |           |
| Birmingham Legion FC            | 3:2       | FC Tulsa                        | Protective Stadium          | 17 de marzo | 21:00     |           |
| Colorado Springs Switchbacks FC | 1:1       | Hartford Athletic               | Weidner Field               | 18 de marzo | 21:00     |           |
| El Paso Locomotive FC           | 1:3       | Detroit City FC                 | Southwest University Park   | 18 de marzo | 22:30     |           |
| Memphis 901 FC                  | 1:3       | Pittsburgh Riverhounds SC       | AutoZone Park               | 18 de marzo | 18:00     |           |
| Monterey Bay FC                 | 0:1       | Louisville City FC              | Cardinale Stadium           | 18 de marzo | 23:00     |           |
| Orange County SC                | 1:1       | Tampa Bay Rowdies               | Championship Soccer Stadium | 18 de marzo | 23:00     |           |
| Sacramento Republic FC          | 1:1       | Charleston Battery              | Heart Health Park           | 18 de marzo | 23:00     |           |
| Miami FC                        | 0:1       | New Mexico United               | Riccardo Silva Stadium      | 18 de marzo | 20:00     |           |
| Loudoun United FC               | 1:1       | San Antonio FC                  | Segra Field                 | 19 de marzo | 17:00     |           |
| Rio Grande Valley FC            | 1:1       | Oakland Rooots SC               | H-E-B Park                  | 19 de marzo | 21:00     |           |
| San Diego Loyal SC              | 3:0       | Phoenix Rising FC               | Torero Stadium              | 19 de marzo | 19:00     |           |

| Jornada 3                 | Jornada 3 | Jornada 3                       | Jornada 3                   | Jornada 3   | Jornada 3 | Jornada 3 |
| Local                     | Resultado | Visitante                       | Estadio                     | Fecha       | Hora      |           |
| ------------------------- | --------- | ------------------------------- | --------------------------- | ----------- | --------- | --------- |
| Pittsburgh Riverhounds SC | 1:1       | Miami FC                        | Stadium Highmark            | 24 de marzo | 20:00     |           |
| Rio Grande Valley FC      | 1:1       | Monterey Bay FC                 | H-E-B Park                  | 24 de marzo | 21:00     |           |
| Hartford Athletic         | 0:1       | Birmingham Legion FC            | Trinity Health Stadium      | 25 de marzo | 15:00     |           |
| Louisville City FC        | 0:3       | El Paso Locomotive FC           | Lynn Family Stadium         | 25 de marzo | 16:00     |           |
| Detroit City FC           | 0:1       | Indy Eleven                     | Keyworth Stadium            | 25 de marzo | 17:00     |           |
| Charleston Battery        | 3:0       | Tampa Bay Rowdies               | Patriots Point              | 25 de marzo | 20:30     |           |
| FC Tulsa                  | 3:0       | Loudoun United FC               | ONEOK Field                 | 25 de marzo | 21:30     |           |
| San Antonio FC            | 1:0       | Colorado Springs Switchbacks FC | Toyota Field                | 25 de marzo | 21:30     |           |
| Orange County SC          | 2:2       | Las Vegas Lights FC             | Championship Soccer Stadium | 25 de marzo | 23:00     |           |
| Sacramento Republic FC    | 1:0       | San Diego Loyal SC              | Heart Health Park           | 25 de marzo | 23:00     |           |
| Oakland Rooots SC         | 1:1       | Memphis 901 FC                  | Laney Football Stadium      | 12 de julio | 23:00     |           |

| Jornada 4              | Jornada 4 | Jornada 4                       | Jornada 4                                 | Jornada 4   | Jornada 4 | Jornada 4 |
| Local                  | Resultado | Visitante                       | Estadio                                   | Fecha       | Hora      |           |
| ---------------------- | --------- | ------------------------------- | ----------------------------------------- | ----------- | --------- | --------- |
| FC Tulsa               | 0:0       | Pittsburgh Riverhounds SC       | ONEOK Field                               | 28 de marzo | 21:00     |           |
| FC Tulsa               | 2:2       | El Paso Locomotive FC           | ONEOK Field                               | 31 de marzo | 22:00     |           |
| Hartford Athletic      | 1:1       | Orange County SC                | Trinity Health Stadium                    | 1 de abril  | 15:00     |           |
| Loudoun United FC      | 0:1       | Colorado Springs Switchbacks FC | Segra Field                               | 1 de abril  | 17:00     |           |
| Detroit City FC        | 0:1       | Rio Grande Valley FC            | Keyworth Stadium                          | 1 de abril  | 20:00     |           |
| Indy Eleven            | 0:0       | Las Vegas Lights FC             | Michael A. Carroll Stadium                | 1 de abril  | 20:00     |           |
| Miami FC               | 1:1       | Memphis 901 FC                  | Riccardo Silva Stadium                    | 1 de abril  | 20:00     |           |
| Tampa Bay Rowdies      | 0:2       | Birmingham Legion FC            | Al Lang Stadium                           | 1 de abril  | 20:30     |           |
| Monterey Bay FC        | 1:2       | San Antonio FC                  | Cardinale Stadium                         | 1 de abril  | 23:00     |           |
| Oakland Rooots SC      | 1:0       | New Mexico United               | Laney Football Stadium                    | 1 de abril  | 23:00     |           |
| Sacramento Republic FC | 5:0       | Louisville City FC              | Heart Health Park                         | 1 de abril  | 23:00     |           |
| Phoenix Rising FC      | 2:2       | San Diego Loyal SC              | Phoenix Rising Stadium at Wild Horse Pass | 1 de abril  | 23:30     |           |

| Jornada 5                       | Jornada 5 | Jornada 5                 | Jornada 5                  | Jornada 5  | Jornada 5 | Jornada 5 |
| Local                           | Resultado | Visitante                 | Estadio                    | Fecha      | Hora      |           |
| ------------------------------- | --------- | ------------------------- | -------------------------- | ---------- | --------- | --------- |
| Louisville City FC              | 1:0       | Detroit City FC           | Lynn Family Stadium        | 8 de abril | 15:00     |           |
| San Diego Loyal SC              | 2:1       | FC Tulsa                  | Torero Stadium             | 8 de abril | 17:00     |           |
| Indy Eleven                     | 0:3       | Oakland Rooots SC         | Michael A. Carroll Stadium | 8 de abril | 19:00     |           |
| Charleston Battery              | 3:2       | Hartford Athletic         | Patriots Point             | 8 de abril | 19:30     |           |
| Tampa Bay Rowdies               | 2:0       | Miami FC                  | Al Lang Stadium            | 8 de abril | 19:30     |           |
| Colorado Springs Switchbacks FC | 1:0       | Pittsburgh Riverhounds SC | Weidner Field              | 8 de abril | 20:00     |           |
| San Antonio FC                  | 0:0       | Sacramento Republic FC    | Toyota Field               | 8 de abril | 20:30     |           |
| El Paso Locomotive FC           | 1:0       | Orange County SC          | Southwest University Park  | 8 de abril | 21:30     |           |
| Monterey Bay FC                 | 4:2       | New Mexico United         | Cardinale Stadium          | 8 de abril | 22:00     |           |
| Birmingham Legion FC            | 1:2       | Phoenix Rising FC         | Protective Stadium         | 9 de abril | 17:30     |           |

| Jornada 6                 | Jornada 6 | Jornada 6                       | Jornada 6                                 | Jornada 6   | Jornada 6 | Jornada 6 |
| Local                     | Resultado | Visitante                       | Estadio                                   | Fecha       | Hora      |           |
| ------------------------- | --------- | ------------------------------- | ----------------------------------------- | ----------- | --------- | --------- |
| Tampa Bay Rowdies         | 1:2       | Charleston Battery              | Al Lang Stadium                           | 12 de abril | 19:30     |           |
| FC Tulsa                  | 1:2       | Charleston Battery              | ONEOK Field                               | 15 de abril | 18:00     |           |
| Loudoun United FC         | 3:0       | Birmingham Legion FC            | Segra Field                               | 15 de abril | 18:00     |           |
| Pittsburgh Riverhounds SC | 2:0       | Rio Grande Valley FC            | Stadium Highmark                          | 15 de abril | 19:00     |           |
| Miami FC                  | 0:0       | Detroit City FC                 | Riccardo Silva Stadium                    | 15 de abril | 19:00     |           |
| Louisville City FC        | 1:0       | San Antonio FC                  | Lynn Family Stadium                       | 15 de abril | 19:30     |           |
| Memphis 901 FC            | 2:2       | Las Vegas Lights FC             | AutoZone Park                             | 15 de abril | 20:00     |           |
| New Mexico United         | 1:1       | San Diego Loyal SC              | Isotopes Park                             | 15 de abril | 21:00     |           |
| Oakland Rooots SC         | 1:2       | Hartford Athletic               | Laney Football Stadium                    | 15 de abril | 22:00     |           |
| Orange County SC          | 1:0       | Indy Eleven                     | Championship Soccer Stadium               | 15 de abril | 22:00     |           |
| Phoenix Rising FC         | 1:1       | Monterey Bay FC                 | Phoenix Rising Stadium at Wild Horse Pass | 15 de abril | 22:30     |           |
| Sacramento Republic FC    | 4:0       | Colorado Springs Switchbacks FC | Heart Health Park                         | 15 de abril | 23:00     |           |

| Jornada 7                       | Jornada 7 | Jornada 7                 | Jornada 7                   | Jornada 7   | Jornada 7 | Jornada 7 |
| Local                           | Resultado | Visitante                 | Estadio                     | Fecha       | Hora      |           |
| ------------------------------- | --------- | ------------------------- | --------------------------- | ----------- | --------- | --------- |
| Indy Eleven                     | 2:3       | Monterey Bay FC           | Michael A. Carroll Stadium  | 22 de abril | 19:00     |           |
| Charleston Battery              | 0:0       | Louisville City FC        | Patriots Point              | 22 de abril | 19:30     |           |
| Colorado Springs Switchbacks FC | 2:1       | New Mexico United         | Weidner Field               | 22 de abril | 20:00     |           |
| Rio Grande Valley FC            | 0:3       | Memphis 901 FC            | H-E-B Park                  | 22 de abril | 20:00     |           |
| San Antonio FC                  | 1:1       | Phoenix Rising FC         | Toyota Field                | 22 de abril | 20:30     |           |
| El Paso Locomotive FC           | 2:0       | Pittsburgh Riverhounds SC | Southwest University Park   | 22 de abril | 21:30     |           |
| Orange County SC                | 1:2       | Birmingham Legion FC      | Championship Soccer Stadium | 22 de abril | 22:00     |           |
| Sacramento Republic FC          | 1:0       | Detroit City FC           | Heart Health Park           | 22 de abril | 22:00     |           |
| Loudoun United FC               | 2:0       | Oakland Rooots SC         | Segra Field                 | 23 de abril | 16:00     |           |
| Miami FC                        | 4:1       | Las Vegas Lights FC       | Riccardo Silva Stadium      | 23 de abril | 16:00     |           |
| San Diego Loyal SC              | 1:0       | Tampa Bay Rowdies         | Torero Stadium              | 23 de abril | 18:00     |           |

| Jornada 8            | Jornada 8 | Jornada 8                       | Jornada 8                                 | Jornada 8   | Jornada 8 | Jornada 8 |
| Local                | Resultado | Visitante                       | Estadio                                   | Fecha       | Hora      |           |
| -------------------- | --------- | ------------------------------- | ----------------------------------------- | ----------- | --------- | --------- |
| Detroit City FC      | 0:1       | Tampa Bay Rowdies               | Keyworth Stadium                          | 29 de abril | 16:00     |           |
| FC Tulsa             | 1:1       | Sacramento Republic FC          | ONEOK Field                               | 29 de abril | 18:00     |           |
| Indy Eleven          | 1:1       | Pittsburgh Riverhounds SC       | Michael A. Carroll Stadium                | 29 de abril | 19:00     |           |
| Charleston Battery   | 1:2       | Colorado Springs Switchbacks FC | Patriots Point                            | 29 de abril | 19:30     |           |
| Memphis 901 FC       | 1:1       | Louisville City FC              | AutoZone Park                             | 29 de abril | 20:00     |           |
| San Antonio FC       | 1:1       | Las Vegas Lights FC             | Toyota Field                              | 29 de abril | 20:30     |           |
| New Mexico United    | 3:1       | Orange County SC                | Isotopes Park                             | 29 de abril | 21:00     |           |
| Monterey Bay FC      | 0:0       | Rio Grande Valley FC            | Cardinale Stadium                         | 29 de abril | 22:00     |           |
| Oakland Rooots SC    | 0:0       | Miami FC                        | Laney Football Stadium                    | 29 de abril | 22:00     |           |
| San Diego Loyal SC   | 1:2       | El Paso Locomotive FC           | Torero Stadium                            | 29 de abril | 22:00     |           |
| Phoenix Rising FC    | 3:1       | Loudoun United FC               | Phoenix Rising Stadium at Wild Horse Pass | 29 de abril | 22:30     |           |
| Birmingham Legion FC | 3:2       | Hartford Athletic               | Protective Stadium                        | 30 de abril | 17:00     |           |

| Jornada 9                       | Jornada 9 | Jornada 9                 | Jornada 9                   | Jornada 9 | Jornada 9 | Jornada 9 |
| Local                           | Resultado | Visitante                 | Estadio                     | Fecha     | Hora      |           |
| ------------------------------- | --------- | ------------------------- | --------------------------- | --------- | --------- | --------- |
| Miami FC                        | 3:1       | Birmingham Legion FC      | Riccardo Silva Stadium      | 3 de mayo | 19:00     |           |
| Rio Grande Valley FC            | 2:2       | New Mexico United         | H-E-B Park                  | 5 de mayo | 21:00     |           |
| Colorado Springs Switchbacks FC | 2:3       | El Paso Locomotive FC     | Weidner Field               | 5 de mayo | 22:00     |           |
| Monterey Bay FC                 | 2:2       | Pittsburgh Riverhounds SC | Cardinale Stadium           | 5 de mayo | 23:00     |           |
| Las Vegas Lights FC             | 0:1       | Charleston Battery        | Cashman Field               | 5 de mayo | 23:30     |           |
| Hartford Athletic               | 0:2       | Memphis 901 FC            | Trinity Health Stadium      | 6 de mayo | 20:00     |           |
| Loudoun United FC               | 1:2       | Indy Eleven               | Segra Field                 | 6 de mayo | 20:00     |           |
| Birmingham Legion FC            | 1:4       | Oakland Rooots SC         | Protective Stadium          | 6 de mayo | 20:30     |           |
| Detroit City FC                 | 1:1       | FC Tulsa                  | Keyworth Stadium            | 6 de mayo | 20:30     |           |
| Tampa Bay Rowdies               | 2:0       | Phoenix Rising FC         | Al Lang Stadium             | 6 de mayo | 20:30     |           |
| Orange County SC                | 1:2       | San Diego Loyal SC        | Championship Soccer Stadium | 6 de mayo | 23:00     |           |
| Las Vegas Lights FC             | 1:2       | San Antonio FC            | Cashman Field               | 7 de mayo | 19:00     |           |

| Jornada 10                     | Jornada 10 | Jornada 10                      | Jornada 10                     | Jornada 10 | Jornada 10 | Jornada 10 |
| Local                          | Resultado  | Visitante                       | Estadio                        | Fecha      | Hora       |            |
| ------------------------------ | ---------- | ------------------------------- | ------------------------------ | ---------- | ---------- | ---------- |
| Louisville City FC             | 3:1        | Miami FC                        | Lynn Family Stadium            | 13 de mayo | 20:00      |            |
| Pittsburgh Riverhounds SC      | 2:1        | Birmingham Legion FC            | Stadium Highmark               | 13 de mayo | 20:00      |            |
| Charleston Battery             | 0:7        | San Antonio FC                  | Patriots Point                 | 13 de mayo | 20:30      |            |
| Tampa Bay Rowdies              | 5:1        | Detroit City FC                 | Al Lang Stadium                | 13 de mayo | 20:30      |            |
| Memphis 901 FC                 | 2:1        | Colorado Springs Switchbacks FC | AutoZone Park                  | 13 de mayo | 21:00      |            |
| New Mexico United              | 2:1        | Monterey Bay FC                 | Isotopes Park                  | 13 de mayo | 22:00      |            |
| El Paso Locomotive FC          | 1:0        | Loudoun United FC               | Southwest University Park      | 13 de mayo | 22:30      |            |
| Sacramento República FC        | 3:1        | Indy Eleven                     | Heart Health Park              | 13 de mayo | 23:00      |            |
| San Diego Loyal SC             | 2:3        | Rio Grande Valley FC            | Torero Stadium                 | 13 de mayo | 23:00      |            |
| Las Vegas Lights Football Club | 1:1        | FC Tulsa                        | Cashman Field                  | 13 de mayo | 23:30      |            |
| Phoenix Rising FC              | 3:1        | Hartford Athletic               | Phoenix Rising Soccer Stadium  | 13 de mayo | 23:30      |            |
| Oakland Roots SC               | 3:0        | Orange County SC                | Laney College Football Stadium | 13 de mayo | 24:00      |            |

| Jornada 11                | Jornada 11 | Jornada 11                     | Jornada 11                                   | Jornada 11 | Jornada 11 | Jornada 11 |
| Local                     | Resultado  | Visitante                      | Estadio                                      | Fecha      | Hora       |            |
| ------------------------- | ---------- | ------------------------------ | -------------------------------------------- | ---------- | ---------- | ---------- |
| Loudoun United FC         | 1:3        | New Mexico United              | Segra Field                                  | 17 de mayo | 19:00      |            |
| Orange County SC          | 1:0        | Sacramento República FC        | Championship Soccer Stadium                  | 17 de mayo | 22:00      |            |
| FC Tulsa                  | 1:2        | Memphis 901 FC                 | ONEOK FIELD                                  | 19 de mayo | 21:00      |            |
| Charleston Battery        | 1:0        | Monterey Bay Football Club     | Patriots Point Soccer Complex                | 20 de mayo | 17:00      |            |
| Hartford Athletic         | 2:0        | Loudoun United FC              | Trinity Health Stadium                       | 20 de mayo | 19:00      |            |
| Indy Eleven               | 1:0        | Colorado Springs Switchback FC | IU Michael A. Carroll Track & Soccer Stadium | 20 de mayo | 19:00      |            |
| Miami FC                  | 2:3        | San Diego Loyal SC             | Estadio Ricardo Silva                        | 20 de mayo | 19:00      |            |
| Pittsburgh Riverhounds SC | 4:1        | Las Vegas Lights Football Club | Highmark Stadium                             | 20 de mayo | 19:00      |            |
| Birmingham Legión FC      | 1:2        | El Paso Locomotive FC          | Protective Stadium                           | 20 de mayo | 19:30      |            |
| Detroit City Fútbol Club  | 1:0        | San Antonio FC                 | Keyworth Stadium                             | 20 de mayo | 19:30      |            |
| Rio Grande Valley FC      | 0:3        | Tampa Bay Rowdies (2008)       | H-E-B Park                                   | 20 de mayo | 20:30      |            |
| Orange County SC          | 0:1        | Phoenix Rising FC              | Championship Soccer Stadium                  | 20 de mayo | 22:00      |            |
| Sacramento Repúblic FC    | 3:1        | Oakland Roots SC               | Heart Health Park                            | 20 de mayo | 22:00      |            |

| Jornada 12               | Jornada 12 | Jornada 12                     | Jornada 12                                   | Jornada 12 | Jornada 12 | Jornada 12 |
| Local                    | Resultado  | Visitante                      | Estadio                                      | Fecha      | Hora       |            |
| ------------------------ | ---------- | ------------------------------ | -------------------------------------------- | ---------- | ---------- | ---------- |
| Louisville City FC       | 1:2        | FC Tulsa                       | Lynn Family S                                | 24 de mayo | 19:30      |            |
| Hartford Athletic        | 1:4        | Sacramento Repúblic FC         | Trinity Health Stadium                       | 26 de mayo | 19:30      |            |
| Phoenix Rising FC        | 0:1        | Las Vegas Lights Football Club | Phoenix Rising Soccer Stadium                | 26 de mayo | 22:30      |            |
| Detroit City Fútbol Club | 1:0        | Birmingham Legión FC           | Keyworth Stadium                             | 27 de mayo | 16:00      |            |
| Indy Eleven              | 0:1        | Louisville City FC             | IU Michael A. Carroll Track & Soccer Stadium | 27 de mayo | 19:00      |            |
| Miami FC                 | 0:0        | Orange County SC               | Estadio Ricardo Silva                        | 27 de mayo | 19:00      |            |
| Tampa Bay Rowdies (2008) | 2:1        | Colorado Springs Switchback FC | Estadio Al Lang                              | 27 de mayo | 19:30      |            |
| Rio Grande Valley FC     | 0:2        | Charleston Battery             | H-E-B Park                                   | 27 de mayo | 20:00      |            |
| San Antonio FC           | 2:1        | New Mexico United              | Toyota Field                                 | 27 de mayo | 20:30      |            |
| Oakland Roots SC         | 2:0        | San Diego Loyal SC             | Laney College Football Stadium               | 27 de mayo | 22:00      |            |
| Loudoun United FC        | 0:1        | Pittsburgh Riverhounds SC      | Segra Field                                  | 28 de mayo | 18:00      |            |

| Jornada 13                     | Jornada 13 | Jornada 13             | Jornada 13                                     | Jornada 13 | Jornada 13 | Jornada 13 |
| Local                          | Resultado  | Visitante              | Estadio                                        | Fecha      | Hora       |            |
| ------------------------------ | ---------- | ---------------------- | ---------------------------------------------- | ---------- | ---------- | ---------- |
| Monterey Bay FC                | 0:0        | FC Tulsa               | Cardinale Stadium                              | 31 de mayo | 22:00      |            |
| Charleston Battery             | 0:4        | Indy Eleven            | Patriots Point Soccer Complex                  | 2 de junio | 19:30      |            |
| Colorado Springs Switchback FC | 0:1        | Oakland Roots SC       | Weidner Field                                  | 2 de junio | 21:00      |            |
| Hartford Athletic              | 0:0        | Louisville City FC     | Trinity Health Stadium                         | 3 de junio | 19:00      |            |
| Pittsburgh Riverhounds SC      | 1:0        | Phoenix Rising FC      | Highmark Stadium                               | 3 de junio | 19:00      |            |
| Tampa Bay Rowdies (2008)       | 1:1        | Sacramento Repúblic FC | Estadio Al Lang                                | 3 de junio | 19:30      |            |
| Menfis 901 FC                  | 5:1        | Miami FC               | AutoZone Park                                  | 3 de junio | 20:30      |            |
| New Mexico United              | 0:1        | El Paso Locomotive FC  | Río Grande Credit Union Field at Isotopes Park | 3 de junio | 21:00      |            |
| San Antonio FC                 | 3:3        | San Diego Loyal SC     | Toyota Field                                   | 3 de junio | 21:00      |            |
| Monterey Bay Football Club     | 4:1        | Loudoun United FC      | Cardinale Stadium                              | 3 de junio | 22:00      |            |
| Orange County SC               | 2:0        | Rio Grande Valley FC   | Championship Soccer Stadium                    | 3 de junio | 22:00      |            |

| Jornada 14                     | Jornada 14 | Jornada 14                 | Jornada 14                                   | Jornada 14  | Jornada 14 | Jornada 14 |
| Local                          | Resultado  | Visitante                  | Estadio                                      | Fecha       | Hora       |            |
| ------------------------------ | ---------- | -------------------------- | -------------------------------------------- | ----------- | ---------- | ---------- |
| Charleston Battery             | 0:0        | Detroit City Fútbol Club   | Patriots Point Soccer Complex                | 7 de junio  | 22:30      |            |
| Loudoun United FC              | 3:1        | FC Tulsa                   | Segra Field                                  | 9 de junio  | 19:00      |            |
| San Diego Loyal SC             | 1:1        | Sacramento Repúblic FC     | Torero Stadium                               | 9 de junio  | 22:00      |            |
| Indy Eleven                    | 1:1        | Hartford Athletic          | IU Michael A. Carroll Track & Soccer Stadium | 10 de junio | 19:00      |            |
| Pittsburgh Riverhounds SC      | 2:0        | Charleston Battery         | Highmark Stadium                             | 10 de junio | 19:00      |            |
| Tampa Bay Rowdies (2008)       | 3:2        | New Mexico United          | Estadio Al Lang                              | 10 de junio | 19:30      |            |
| Louisville City FC             | 1:3        | Menfis 901 FC              | Lynn Family S                                | 10 de junio | 20:00      |            |
| Rio Grande Valley FC           | 3:3        | Miami FC                   | H-E-B Park                                   | 10 de junio | 20:00      |            |
| Colorado Springs Switchback FC | 4:0        | Orange County SC           | Weidner Field                                | 10 de junio | 21:00      |            |
| San Antonio FC                 | 2:2        | El Paso Locomotive FC      | Toyota Field                                 | 10 de junio | 21:00      |            |
| Las Vegas Lights Football Club | 1:2        | Monterey Bay Football Club | Cashman Field                                | 10 de junio | 22:30      |            |
| Phoenix Rising FC              | 2:2        | Oakland Roots SC           | Phoenix Rising Soccer Stadium                | 10 de junio | 22:30      |            |

| Jornada 15                     | Jornada 15 | Jornada 15                     | Jornada 15                                     | Jornada 15  | Jornada 15 | Jornada 15 |
| Local                          | Resultado  | Visitante                      | Estadio                                        | Fecha       | Hora       |            |
| ------------------------------ | ---------- | ------------------------------ | ---------------------------------------------- | ----------- | ---------- | ---------- |
| Hartford Athletic              | 1:3        | Detroit City Fútbol Club       | Trinity Health Stadium                         | 14 de junio | 19:00      |            |
| El Paso Locomotive FC          | 2:1        | Las Vegas Lights Football Club | Southwest University Park                      | 14 de junio | 21:00      |            |
| San Diego Loyal SC             | 2:2        | San Antonio FC                 | Torero Stadium                                 | 14 de junio | 22:00      |            |
| Hartford Athletic              | 3:4        | Charleston Battery             | Trinity Health Stadium                         | 17 de junio | 19:00      |            |
| Miami FC                       | 1:2        | Loudoun United FC              | Estadio Ricardo Silva                          | 17 de junio | 19:00      |            |
| Birmingham Legión FC           | 2:1        | Indy Eleven                    | Protective Stadium                             | 17 de junio | 19:30      |            |
| FC Tulsa                       | 0:3        | Orange County SC               | ONEOK Field                                    | 17 de junio | 20:00      |            |
| Menfis 901 FC                  | 0:0        | Detroit City Fútbol Club       | AutoZone Park                                  | 17 de junio | 20:30      |            |
| Colorado Springs Switchback FC | 2:0        | Las Vegas Lights Football Club | Weidner Field                                  | 17 de junio | 21:00      |            |
| New Mexico United              | 2:2        | Rio Grande Valley FC           | Río Grande Credit Union Field at Isotopes Park | 17 de junio | 21:00      |            |
| El Paso Locomotive FC          | 1:1        | Tampa Bay Rowdies (2008)       | Southwest University Park                      | 17 de junio | 21:30      |            |
| Oakland Roots SC               | 0:0        | Pittsburgh Riverhounds SC      | Laney College Football Stadium                 | 17 de junio | 22:00      |            |
| Phoenix Rising FC              | 2:2        | Louisville City FC             | Phoenix Rising Soccer Stadium                  | 17 de junio | 22:30      |            |
| Sacramento Repúblic FC         | 0:1        | Monterey Bay Football Club     | Heart Health Park                              | 17 de junio | 23:00      |            |

| Jornada 16                 | Jornada 16 | Jornada 16                     | Jornada 16                                     | Jornada 16  | Jornada 16 | Jornada 16 |
| Local                      | Resultado  | Visitante                      | Estadio                                        | Fecha       | Hora       |            |
| -------------------------- | ---------- | ------------------------------ | ---------------------------------------------- | ----------- | ---------- | ---------- |
| Birmingham Legión FC       | 2:0        | Loudoun United FC              | Protective Stadium                             | 21 de junio | 20:00      |            |
| Menfis 901 FC              | 4:0        | FC Tulsa                       | AutoZone Park                                  | 21 de junio | 20:00      |            |
| Rio Grande Valley FC       | 1:0        | Colorado Springs Switchback FC | H-E-B Park                                     | 21 de junio | 20:00      |            |
| New Mexico United          | 1:3        | Phoenix Rising FC              | Río Grande Credit Union Field at Isotopes Park | 21 de junio | 21:00      |            |
| Hartford Athletic          | 0:2        | Indy Eleven                    | Trinity Health Stadium                         | 24 de junio | 19:00      |            |
| Loudoun United FC          | 2:4        | Tampa Bay Rowdies (2008)       | Segra Field                                    | 24 de junio | 19:00      |            |
| Pittsburgh Riverhounds SC  | 2:1        | San Diego Loyal SC             | Highmark Stadium                               | 24 de junio | 19:00      |            |
| Detroit City Fútbol Club   | 0:1        | Orange County SC               | Keyworth Stadium                               | 24 de junio | 19:30      |            |
| Louisville City FC         | 1:0        | Las Vegas Lights Football Club | Lynn Family S                                  | 24 de junio | 20:00      |            |
| Menfis 901 FC              | 3:2        | Charleston Battery             | AutoZone Park                                  | 24 de junio | 20:30      |            |
| New Mexico United          | 2:1        | Colorado Springs Switchback FC | Río Grande Credit Union Field at Isotopes Park | 24 de junio | 21:00      |            |
| Monterey Bay Football Club | 1:0        | Miami FC                       | Cardinale Stadium                              | 24 de junio | 22:00      |            |
| Oakland Roots SC           | 1:1        | Phoenix Rising FC              | Laney College Football Stadium                 | 24 de junio | 22:00      |            |
| Sacramento Repúblic FC     | 3:1        | San Antonio FC                 | Heart Health Park                              | 24 de junio | 23:00      |            |

| Jornada 17                     | Jornada 17 | Jornada 17                 | Jornada 17                                   | Jornada 17  | Jornada 17 | Jornada 17 |
| Local                          | Resultado  | Visitante                  | Estadio                                      | Fecha       | Hora       |            |
| ------------------------------ | ---------- | -------------------------- | -------------------------------------------- | ----------- | ---------- | ---------- |
| Oakland Roots SC               | 0:2        | Rio Grande Valley FC       | Laney College Football Stadium               | 28 de junio | 22:00      |            |
| Charleston Battery             | 3:0        | Loudoun United FC          | Patriots Point Soccer Complex                | 30 de junio | 19:30      |            |
| FC Tulsa                       | 3:2        | Detroit City Fútbol Club   | ONEOK Field                                  | 30 de junio | 21:00      |            |
| Indy Eleven                    | 2:2        | San Diego Loyal SC         | IU Michael A. Carroll Track & Soccer Stadium | 1 de julio  | 18:55      |            |
| Pittsburgh Riverhounds SC      | 0:0        | Louisville City FC         | Highmark Stadium                             | 1 de julio  | 19:00      |            |
| Colorado Springs Switchback FC | 2:0        | Miami FC                   | Weidner Field                                | 1 de julio  | 21:00      |            |
| San Antonio FC                 | 3:1        | Birmingham Legión FC       | Toyota Field                                 | 1 de julio  | 21:00      |            |
| El Paso Locomotive FC          | 0:1        | New Mexico United          | Southwest University Park                    | 1 de julio  | 21:30      |            |
| Orange County SC               | 3:1        | Monterey Bay Football Club | Championship Soccer Stadium                  | 1 de julio  | 22:00      |            |
| Las Vegas Lights Football Club | 1:2        | Tampa Bay Rowdies (2008)   | Cashman Field                                | 1 de julio  | 22:30      |            |
| Phoenix Rising FC              | 6:0        | Menfis 901 FC              | Phoenix Rising Soccer Stadium                | 1 de julio  | 23:00      |            |
| Sacramento Repúblic FC         | 1:1        | Rio Grande Valley FC       | Heart Health Park                            | 1 de julio  | 23:00      |            |

| Jornada 18                     | Jornada 18 | Jornada 18                 | Jornada 18                                     | Jornada 18 | Jornada 18 | Jornada 18 |
| Local                          | Resultado  | Visitante                  | Estadio                                        | Fecha      | Hora       |            |
| ------------------------------ | ---------- | -------------------------- | ---------------------------------------------- | ---------- | ---------- | ---------- |
| Loudoun United FC              | 2:1        | Hartford Athletic          | Segra Field                                    | 3 de julio | 19:30      |            |
| Colorado Springs Switchback FC | 4:0        | Monterey Bay Football Club | Weidner Field                                  | 4 de julio | 21:00      |            |
| Las Vegas Lights Football Club | 2:2        | New Mexico United          | Cashman Field                                  | 4 de julio | 21:00      |            |
| Menfis 901 FC                  | 0:4        | San Antonio FC             | AutoZone Park                                  | 7 de julio | 20:30      |            |
| Hartford Athletic              | 0:2        | San Diego Loyal SC         | Trinity Health Stadium                         | 8 de julio | 19:00      |            |
| Indy Eleven                    | 0:1        | FC Tulsa                   | IU Michael A. Carroll Track & Soccer Stadium   | 8 de julio | 19:00      |            |
| Pittsburgh Riverhounds SC      | 0:0        | Sacramento Repúblic FC     | Highmark Stadium                               | 8 de julio | 19:00      |            |
| Miami FC                       | 2:1        | Phoenix Rising FC          | Estadio Ricardo Silva                          | 8 de julio | 19:00      |            |
| Tampa Bay Rowdies (2008)       | 3:0        | Oakland Roots SC           | Estadio Al Lang                                | 8 de julio | 19:30      |            |
| Louisville City FC             | 1:0        | Loudoun United FC          | Lynn Family S                                  | 8 de julio | 20:00      |            |
| New Mexico United              | 1:0        | Detroit City Fútbol Club   | Río Grande Credit Union Field at Isotopes Park | 8 de julio | 21:00      |            |
| Monterey Bay Football Club     | 0:0        | El Paso Locomotive FC      | Cardinale Stadium                              | 8 de julio | 22:00      |            |
| Las Vegas Lights Football Club | 3:3        | Birmingham Legión FC       | Cashman Field                                  | 8 de julio | 22:30      |            |
| Rio Grande Valley FC           | 2:0        | Orange County SC           | H-E-B Park                                     | 9 de julio | 20:00      |            |

| Jornada 19                     | Jornada 19 | Jornada 19                | Jornada 19                                   | Jornada 19  | Jornada 19 | Jornada 19 |
| Local                          | Resultado  | Visitante                 | Estadio                                      | Fecha       | Hora       |            |
| ------------------------------ | ---------- | ------------------------- | -------------------------------------------- | ----------- | ---------- | ---------- |
| Indy Eleven                    | 1:1        | Charleston Battery        | IU Michael A. Carroll Track & Soccer Stadium | 12 de julio | 19:00      |            |
| Detroit City Fútbol Club       | 1:1        | Loudoun United FC         | Keyworth Stadium                             | 12 de julio | 19:30      |            |
| Louisville City FC             | 0:1        | Pittsburgh Riverhounds SC | Lynn Family S                                | 12 de julio | 20:00      |            |
| El Paso Locomotive FC          | 1:2        | San Antonio FC            | Southwest University Park                    | 12 de julio | 21:00      |            |
| FC Tulsa                       | 1:0        | Miami FC                  | ONEOK Field                                  | 12 de julio | 21:00      |            |
| Colorado Springs Switchback FC | 0:5        | San Diego Loyal SC        | Weidner Field                                | 14 de julio | 21:45      |            |
| Pittsburgh Riverhounds SC      | 2:0        | Detroit City Fútbol Club  | Highmark Stadium                             | 15 de julio | 19:00      |            |
| Miami FC                       | 1:1        | Charleston Battery        | Estadio Ricardo Silva                        | 15 de julio | 19:00      |            |
| Birmingham Legión FC           | 1:0        | Tampa Bay Rowdies (2008)  | Protective Stadium                           | 15 de julio | 19:30      |            |
| Loudoun United FC              | 1:3        | Orange County SC          | Segra Field                                  | 15 de julio | 19:30      |            |
| FC Tulsa                       | 3:2        | Hartford Athletic         | ONEOK Field                                  | 15 de julio | 21:00      |            |
| El Paso Locomotive FC          | 1:1        | Rio Grande Valley FC      | Laney College Football Stadium               | 15 de julio | 21:30      |            |
| Monterey Bay Football Club     | 1:3        | Oakland Roots SC          | Cardinale Stadium                            | 15 de julio | 22:00      |            |
| Sacramento Repúblic FC         | 1:1        | Menfis 901 FC             | Heart Health Park                            | 15 de julio | 23:00      |            |

| Jornada 20                     | Jornada 20 | Jornada 20                     | Jornada 20                                     | Jornada 20  | Jornada 20 | Jornada 20 |
| Local                          | Resultado  | Visitante                      | Estadio                                        | Fecha       | Hora       |            |
| ------------------------------ | ---------- | ------------------------------ | ---------------------------------------------- | ----------- | ---------- | ---------- |
| Detroit City Fútbol Club       | 2:0        | Louisville City FC             | Keyworth Stadium                               | 19 de julio | 19:00      |            |
| FC Tulsa                       | 2:1        | Rio Grande Valley FC           | ONEOK Field                                    | 21 de julio | 21:00      |            |
| Indy Eleven                    | 0:0        | Tampa Bay Rowdies (2008)       | IU Michael A. Carroll Track & Soccer Stadium   | 22 de julio | 19:00      |            |
| Charleston Battery             | 3:1        | Pittsburgh Riverhounds SC      | Patriots Point Soccer Complex                  | 22 de julio | 19:30      |            |
| Detroit City Fútbol Club       | 1:0        | Monterey Bay Football Club     | Keyworth Stadium                               | 22 de julio | 19:30      |            |
| Louisville City FC             | 1:2        | Birmingham Legión FC           | Lynn Family S                                  | 22 de julio | 20:00      |            |
| Menfis 901 FC                  | 3:4        | Orange County SC               | AutoZone Park                                  | 22 de julio | 20:30      |            |
| New Mexico United              | 3:0        | Sacramento Repúblic FC         | Río Grande Credit Union Field at Isotopes Park | 22 de julio | 21:00      |            |
| San Antonio FC                 | 0:1        | Miami FC                       | Toyota Field                                   | 22 de julio | 21:00      |            |
| El Paso Locomotive FC          | 1:3        | Oakland Roots SC               | Southwest University Park                      | 22 de julio | 21:30      |            |
| Las Vegas Lights Football Club | 0:2        | Hartford Athletic              | Cashman Field                                  | 22 de julio | 22:30      |            |
| Phoenix Rising FC              | 1:1        | Colorado Springs Switchback FC | Phoenix Rising Soccer Stadium                  | 22 de julio | 22:30      |            |

| Jornada 21                     | Jornada 21 | Jornada 21                     | Jornada 21                     | Jornada 21  | Jornada 21 | Jornada 21 |
| Local                          | Resultado  | Visitante                      | Estadio                        | Fecha       | Hora       |            |
| ------------------------------ | ---------- | ------------------------------ | ------------------------------ | ----------- | ---------- | ---------- |
| Pittsburgh Riverhounds SC      | 1:3        | Indy Eleven                    | Highmark Stadium               | 26 de julio | 19:00      |            |
| Oakland Roots SC               | 1:0        | Las Vegas Lights Football Club | Laney College Football Stadium | 26 de julio | 22:00      |            |
| Sacramento Repúblic FC         | 4:0        | Phoenix Rising FC              | Heart Health Park              | 26 de julio | 23:00      |            |
| Pittsburgh Riverhounds SC      | 4:2        | Menfis 901 FC                  | Highmark Stadium               | 29 de julio | 19:00      |            |
| Birmingham Legión FC           | 1:2        | Charleston Battery             | Protective Stadium             | 29 de julio | 19:30      |            |
| Loudoun United FC              | 1:2        | Miami FC                       | Segra Field                    | 29 de julio | 19:30      |            |
| Tampa Bay Rowdies (2008)       | 3:0        | FC Tulsa                       | Estadio Al Lang                | 29 de julio | 19:30      |            |
| Louisville City FC             | 2:0        | Indy Eleven                    | Lynn Family S                  | 29 de julio | 20:00      |            |
| Rio Grande Valley FC           | 5:2        | El Paso Locomotive FC          | H-E-B Park                     | 29 de julio | 20:00      |            |
| San Antonio FC                 | 5:2        | Hartford Athletic              | Toyota Field                   | 29 de julio | 21:00      |            |
| Monterey Bay Football Club     | 0:2        | Phoenix Rising FC              | Cardinale Stadium              | 29 de julio | 22:00      |            |
| Oakland Roots SC               | 1:1        | Detroit City Fútbol Club       | Laney College Football Stadium | 29 de julio | 22:00      |            |
| Orange County SC               | 1:0        | New Mexico United              | Championship Soccer Stadium    | 29 de julio | 22:00      |            |
| Las Vegas Lights Football Club | 1:2        | Sacramento Repúblic FC         | Cashman Field                  | 29 de julio | 22:30      |            |
| San Diego Loyal SC             | 2:0        | Colorado Springs Switchback FC | Torero Stadium                 | 30 de julio | 18:00      |            |

| Jornada 22                     | Jornada 22 | Jornada 22               | Jornada 22                                   | Jornada 22  | Jornada 22 | Jornada 22 |
| Local                          | Resultado  | Visitante                | Estadio                                      | Fecha       | Hora       |            |
| ------------------------------ | ---------- | ------------------------ | -------------------------------------------- | ----------- | ---------- | ---------- |
| Loudoun United FC              | 0:0        | Menfis 901 FC            | Segra Field                                  | 2 de agosto | 11:00      |            |
| Charleston Battery             | 0:1        | Oakland Roots SC         | Patriots Point Soccer Complex                | 4 de agosto | 19:30      |            |
| Colorado Springs Switchback FC | 2:1        | Birmingham Legión FC     | Weidner Field                                | 4 de agosto | 21:00      |            |
| FC Tulsa                       | 0:3        | Louisville City FC       | ONEOK Field                                  | 4 de agosto | 21:00      |            |
| Hartford Athletic              | 2:1        | New Mexico United        | Trinity Health Stadium                       | 5 de agosto | 19:00      |            |
| Indy Eleven                    | 1:2        | Menfis 901 FC            | IU Michael A. Carroll Track & Soccer Stadium | 5 de agosto | 19:00      |            |
| Miami FC                       | 4:0        | El Paso Locomotive FC    | Estadio Ricardo Silva                        | 5 de agosto | 19:00      |            |
| Pittsburgh Riverhounds SC      | 1:0        | Tampa Bay Rowdies (2008) | Highmark Stadium                             | 5 de agosto | 19:00      |            |
| Monterey Bay Football Club     | 0:1        | Sacramento Repúblic FC   | Cardinale Stadium                            | 5 de agosto | 22:00      |            |
| San Diego Loyal SC             | 1:3        | Orange County SC         | Torero Stadium                               | 5 de agosto | 22:00      |            |
| Las Vegas Lights Football Club | 2:1        | Rio Grande Valley FC     | Cashman Field                                | 5 de agosto | 22:30      |            |
| Phoenix Rising FC              | 1:2        | San Antonio FC           | Phoenix Rising Soccer Stadium                | 5 de agosto | 23:00      |            |

| Jornada 23                     | Jornada 23 | Jornada 23                 | Jornada 23                                     | Jornada 23   | Jornada 23 | Jornada 23 |
| Local                          | Resultado  | Visitante                  | Estadio                                        | Fecha        | Hora       |            |
| ------------------------------ | ---------- | -------------------------- | ---------------------------------------------- | ------------ | ---------- | ---------- |
| Louisville City FC             | 1:1        | Charleston Battery         | Lynn Family S                                  | 9 de agosto  | 20:00      |            |
| Colorado Springs Switchback FC | 1:1        | FC Tulsa                   | Weidner Field                                  | 9 de agosto  | 21:00      |            |
| Indy Eleven                    | 4:0        | Birmingham Legión FC       | IU Michael A. Carroll Track & Soccer Stadium   | 9 de agosto  | 21:30      |            |
| San Diego Loyal SC             | 2:1        | Loudoun United FC          | Torero Stadium                                 | 9 de agosto  | 22:00      |            |
| Miami FC                       | 0:1        | Indy Eleven                | Estadio Ricardo Silva                          | 12 de agosto | 19:00      |            |
| Birmingham Legión FC           | 1:1        | Sacramento Repúblic FC     | Protective Stadium                             | 12 de agosto | 19:30      |            |
| Detroit City Fútbol Club       | 0:1        | Charleston Battery         | Keyworth Stadium                               | 12 de agosto | 19:30      |            |
| Tampa Bay Rowdies (2008)       | 4:1        | Monterey Bay Football Club | Estadio Al Lang                                | 12 de agosto | 19:30      |            |
| Louisville City FC             | 2:2        | Rio Grande Valley FC       | Lynn Family S                                  | 12 de agosto | 20:00      |            |
| New Mexico United              | 0:3        | San Antonio FC             | Río Grande Credit Union Field at Isotopes Park | 12 de agosto | 21:00      |            |
| San Diego Loyal SC             | 0:1        | Menfis 901 FC              | Torero Stadium                                 | 12 de agosto | 22:00      |            |
| Pittsburgh Riverhounds SC      | 2:0        | Hartford Athletic          | Highmark Stadium                               | 12 de agosto | 22:00      |            |
| Las Vegas Lights Football Club | 0:3        | Loudoun United FC          | Cashman Field                                  | 12 de agosto | 22:30      |            |
| Phoenix Rising FC              | 5:0        | El Paso Locomotive FC      | Phoenix Rising Soccer Stadium                  | 12 de agosto | 23:00      |            |

| Jornada 24               | Jornada 24 | Jornada 24                     | Jornada 24                     | Jornada 24   | Jornada 24 | Jornada 24 |
| Local                    | Resultado  | Visitante                      | Estadio                        | Fecha        | Hora       |            |
| ------------------------ | ---------- | ------------------------------ | ------------------------------ | ------------ | ---------- | ---------- |
| San Antonio FC           | 2:1        | Rio Grande Valley FC           | Toyota Field                   | 16 de agosto | 21:00      |            |
| Orange County SC         | 1:0        | Pittsburgh Riverhounds SC      | Championship Soccer Stadium    | 16 de agosto | 22:00      |            |
| FC Tulsa                 | 1:2        | Tampa Bay Rowdies (2008)       | ONEOK Field                    | 18 de agosto | 21:00      |            |
| Birmingham Legión FC     | 2:0        | Louisville City FC             | Protective Stadium             | 19 de agosto | 17:30      |            |
| Hartford Athletic        | 0:3        | Miami FC                       | Trinity Health Stadium         | 19 de agosto | 19:00      |            |
| Detroit City Fútbol Club | 1:0        | Las Vegas Lights Football Club | Keyworth Stadium               | 19 de agosto | 19:30      |            |
| Loudoun United FC        | 1:3        | Sacramento Repúblic FC         | Segra Field                    | 19 de agosto | 19:30      |            |
| Rio Grande Valley FC     | 1:0        | Phoenix Rising FC              | H-E-B Park                     | 19 de agosto | 20:00      |            |
| San Antonio FC           | 0:0        | Monterey Bay Football Club     | Toyota Field                   | 19 de agosto | 21:00      |            |
| El Paso Locomotive FC    | 2:3        | Indy Eleven                    | Southwest University Park      | 19 de agosto | 21:30      |            |
| San Diego Loyal SC       | 2:2        | New Mexico United              | Torero Stadium                 | 19 de agosto | 21:30      |            |
| Oakland Roots SC         | 2:3        | Colorado Springs Switchback FC | Laney College Football Stadium | 19 de agosto | 22:00      |            |
| Orange County SC         | 2:0        | Charleston Battery             | Championship Soccer Stadium    | 19 de agosto | 22:00      |            |

| Jornada 25                     | Jornada 25 | Jornada 25                     | Jornada 25                                     | Jornada 25   | Jornada 25 | Jornada 25 |
| Local                          | Resultado  | Visitante                      | Estadio                                        | Fecha        | Hora       |            |
| ------------------------------ | ---------- | ------------------------------ | ---------------------------------------------- | ------------ | ---------- | ---------- |
| Hartford Athletic              | 3:4        | Pittsburgh Riverhounds SC      | Trinity Health Stadium                         | 23 de agosto | 19:00      |            |
| FC Tulsa                       | 1:3        | Birmingham Legión FC           | ONEOK Field                                    | 23 de agosto | 20:00      |            |
| Menfis 901 FC                  | 0:0        | Indy Eleven                    | AutoZone Park                                  | 23 de agosto | 20:00      |            |
| New Mexico United              | 1:2        | Oakland Roots SC               | Río Grande Credit Union Field at Isotopes Park | 23 de agosto | 21:00      |            |
| Hartford Athletic              | 0:2        | El Paso Locomotive FC          | Trinity Health Stadium                         | 26 de agosto | 19:00      |            |
| Indy Eleven                    | 2:1        | Loudoun United FC              | IU Michael A. Carroll Track & Soccer Stadium   | 26 de agosto | 19:00      |            |
| Miami FC                       | 0:2        | Tampa Bay Rowdies (2008)       | Estadio Ricardo Silva                          | 26 de agosto | 19:00      |            |
| Charleston Battery             | 1:0        | Menfis 901 FC                  | Patriots Point Soccer Complex                  | 26 de agosto | 19:30      |            |
| Louisville City FC             | 2:1        | Oakland Roots SC               | Lynn Family S                                  | 26 de agosto | 19:30      |            |
| Rio Grande Valley FC           | 2:3        | San Diego Loyal SC             | H-E-B Park                                     | 26 de agosto | 20:00      |            |
| New Mexico United              | 2:1        | FC Tulsa                       | Río Grande Credit Union Field at Isotopes Park | 26 de agosto | 21:00      |            |
| San Antonio FC                 | 0:0        | Pittsburgh Riverhounds SC      | Toyota Field                                   | 26 de agosto | 21:00      |            |
| Las Vegas Lights Football Club | 2:3        | Colorado Springs Switchback FC | Cashman Field                                  | 26 de agosto | 22:00      |            |
| Monterey Bay Football Club     | 2:1        | Phoenix Rising FC              | Cardinale Stadium                              | 26 de agosto | 22:30      |            |
| Sacramento Repúblic FC         | 0:2        | Orange County SC               | Heart Health Park                              | 26 de agosto | 22:30      |            |
| Birmingham Legión FC           | 2:3        | Detroit City Fútbol Club       | Protective Stadium                             | 27 de agosto | 17:00      |            |

| Jornada 26                     | Jornada 26 | Jornada 26                     | Jornada 26                                     | Jornada 26      | Jornada 26 | Jornada 26 |
| Local                          | Resultado  | Visitante                      | Estadio                                        | Fecha           | Hora       |            |
| ------------------------------ | ---------- | ------------------------------ | ---------------------------------------------- | --------------- | ---------- | ---------- |
| Rio Grande Valley FC           | 0:0        | San Antonio FC                 | H-E-B Park                                     | 30 de agosto    | 20:00      |            |
| New Mexico United              | 3:3        | Las Vegas Lights Football Club | Río Grande Credit Union Field at Isotopes Park | 30 de agosto    | 21:00      |            |
| Phoenix Rising FC              | 2:1        | Sacramento Repúblic FC         | Phoenix Rising Soccer Stadium                  | 30 de agosto    | 22:30      |            |
| Indy Eleven                    | 1:0        | Miami FC                       | IU Michael A. Carroll Track & Soccer Stadium   | 2 de septiembre | 19:00      |            |
| Detroit City Fútbol Club       | 1:1        | Menfis 901 FC                  | Keyworth Stadium                               | 2 de septiembre | 19:30      |            |
| Tampa Bay Rowdies (2008)       | 2:1        | Hartford Athletic              | Estadio Al Lang                                | 2 de septiembre | 19:30      |            |
| Colorado Springs Switchback FC | 2:3        | Louisville City FC             | Weidner Field                                  | 2 de septiembre | 21:00      |            |
| New Mexico United              | 0:1        | Charleston Battery             | Río Grande Credit Union Field at Isotopes Park | 2 de septiembre | 21:00      |            |
| El Paso Locomotive FC          | 1:2        | Monterey Bay Football Club     | Southwest University Park                      | 2 de septiembre | 21:30      |            |
| Oakland Roots SC               | 0:1        | Sacramento Repúblic FC         | Laney College Football Stadium                 | 2 de septiembre | 22:00      |            |
| Las Vegas Lights Football Club | 1:5        | Orange County SC               | Cashman Field                                  | 2 de septiembre | 22:30      |            |
| Phoenix Rising FC              | 2:0        | Rio Grande Valley FC           | Phoenix Rising Soccer Stadium                  | 2 de septiembre | 22:30      |            |
| San Diego Loyal SC             | 3:0        | Birmingham Legión FC           | Torero Stadium                                 | 3 de septiembre | 19:00      |            |
| FC Tulsa                       | 2:1        | San Antonio FC                 | ONEOK Field                                    | 3 de septiembre | 22:00      |            |

| Jornada 27                     | Jornada 27 | Jornada 27                 | Jornada 27                    | Jornada 27       | Jornada 27 | Jornada 27 |
| Local                          | Resultado  | Visitante                  | Estadio                       | Fecha            | Hora       |            |
| ------------------------------ | ---------- | -------------------------- | ----------------------------- | ---------------- | ---------- | ---------- |
| Menfis 901 FC                  | 3:2        | Tampa Bay Rowdies (2008)   | AutoZone Park                 | 6 de septiembre  | 21:00      |            |
| Hartford Athletic              | suspendido | Rio Grande Valley FC       | Trinity Health Stadium        | 9 de septiembre  | 20:00      |            |
| Pittsburgh Riverhounds SC      | 3:1        | Loudoun United FC          | Highmark Stadium              | 9 de septiembre  | 20:00      |            |
| Charleston Battery             | 2:0        | San Diego Loyal SC         | Patriots Point Soccer Complex | 9 de septiembre  | 20:30      |            |
| Detroit City Fútbol Club       | 2:1        | Miami FC                   | Keyworth Stadium              | 9 de septiembre  | 20:30      |            |
| Tampa Bay Rowdies (2008)       | 2:1        | Louisville City FC         | Estadio Al Lang               | 9 de septiembre  | 20:30      |            |
| Menfis 901 FC                  | 0:1        | Monterey Bay Football Club | AutoZone Park                 | 9 de septiembre  | 21:00      |            |
| FC Tulsa                       | 0:0        | Phoenix Rising FC          | ONEOK Field                   | 9 de septiembre  | 21:30      |            |
| Colorado Springs Switchback FC | 1:1        | San Antonio FC             | Weidner Field                 | 9 de septiembre  | 22:00      |            |
| Orange County SC               | 0:0        | El Paso Locomotive FC      | Championship Soccer Stadium   | 9 de septiembre  | 23:00      |            |
| Las Vegas Lights Football Club | 3:1        | Oakland Roots SC           | Cashman Field                 | 9 de septiembre  | 23:30      |            |
| Birmingham Legión FC           | 1:0        | New Mexico United          | Protective Stadium            | 10 de septiembre | 19:30      |            |

| Jornada 28                     | Jornada 28 | Jornada 28                     | Jornada 28                                     | Jornada 28       | Jornada 28 | Jornada 28 |
| Local                          | Resultado  | Visitante                      | Estadio                                        | Fecha            | Hora       |            |
| ------------------------------ | ---------- | ------------------------------ | ---------------------------------------------- | ---------------- | ---------- | ---------- |
| Las Vegas Lights Football Club | 0:1        | El Paso Locomotive FC          | Cashman Field                                  | 13 de septiembre | 23:30      |            |
| New Mexico United              | 3:2        | Indy Eleven                    | Río Grande Credit Union Field at Isotopes Park | 15 de septiembre | 22:00      |            |
| Orange County SC               | 0:1        | Colorado Springs Switchback FC | Championship Soccer Stadium                    | 15 de septiembre | 23:00      |            |
| Loudoun United FC              | 2:2        | Charleston Battery             | Segra Field                                    | 16 de septiembre | 20:00      |            |
| Miami FC                       | 1:2        | Pittsburgh Riverhounds SC      | Estadio Ricardo Silva                          | 16 de septiembre | 20:00      |            |
| Louisville City FC             | 1:0        | San Diego Loyal SC             | Lynn Family S                                  | 16 de septiembre | 20:30      |            |
| Menfis 901 FC                  | 4:2        | Hartford Athletic              | AutoZone Park                                  | 16 de septiembre | 21:00      |            |
| San Antonio FC                 | 3:3        | Tampa Bay Rowdies (2008)       | Toyota Field                                   | 16 de septiembre | 21:30      |            |
| Monterey Bay Football Club     | 3:2        | Las Vegas Lights Football Club | Cardinale Stadium                              | 16 de septiembre | 23:00      |            |
| Oakland Roots SC               | 0:1        | FC Tulsa                       | Laney College Football Stadium                 | 16 de septiembre | 23:00      |            |
| Sacramento Repúblic FC         | 1:0        | El Paso Locomotive FC          | Heart Health Park                              | 16 de septiembre | 23:00      |            |
| Phoenix Rising FC              | 5:0        | Detroit City Fútbol Club       | Phoenix Rising Soccer Stadium                  | 16 de septiembre | 23:30      |            |
| Rio Grande Valley FC           | 1:0        | Birmingham Legión FC           | H-E-B Park                                     | 17 de septiembre | 21:00      |            |

| Jornada 29                     | Jornada 29 | Jornada 29                     | Jornada 29                                   | Jornada 29       | Jornada 29 | Jornada 29 |
| Local                          | Resultado  | Visitante                      | Estadio                                      | Fecha            | Hora       |            |
| ------------------------------ | ---------- | ------------------------------ | -------------------------------------------- | ---------------- | ---------- | ---------- |
| Miami FC                       | 4:3        | Louisville City FC             | Estadio Ricardo Silva                        | 20 de septiembre | 20:00      |            |
| Birmingham Legión FC           | 1:1        | Menfis 901 FC                  | Protective Stadium                           | 20 de septiembre | 21:00      |            |
| Monterey Bay Football Club     | 2:3        | San Diego Loyal SC             | Cardinale Stadium                            | 20 de septiembre | 23:00      |            |
| Sacramento Repúblic FC         | 0:0        | New Mexico United              | Heart Health Park                            | 20 de septiembre | 23:00      |            |
| Phoenix Rising FC              | 1:1        | Indy Eleven                    | Phoenix Rising Soccer Stadium                | 20 de septiembre | 23:30      |            |
| Loudoun United FC              | 1:2        | Louisville City FC             | Segra Field                                  | 23 de septiembre | 19:30      |            |
| Pittsburgh Riverhounds SC      | 2:1        | New Mexico United              | Highmark Stadium                             | 23 de septiembre | 20:00      |            |
| Charleston Battery             | 2:1        | FC Tulsa                       | Patriots Point Soccer Complex                | 23 de septiembre | 20:30      |            |
| Detroit City Fútbol Club       | 3:0        | Hartford Athletic              | Keyworth Stadium                             | 23 de septiembre | 20:30      |            |
| Tampa Bay Rowdies (2008)       | 2:4        | Menfis 901 FC                  | Estadio Al Lang                              | 23 de septiembre | 20:30      |            |
| Colorado Springs Switchback FC | 2:0        | Sacramento Repúblic FC         | Weidner Field                                | 23 de septiembre | 21:00      |            |
| San Antonio FC                 | 4:0        | Orange County SC               | Toyota Field                                 | 23 de septiembre | 21:30      |            |
| El Paso Locomotive FC          | 1:1        | Phoenix Rising FC              | Southwest University Park                    | 23 de septiembre | 22:30      |            |
| Oakland Roots SC               | 2:2        | Monterey Bay Football Club     | Laney College Football Stadium               | 23 de septiembre | 23:00      |            |
| Indy Eleven                    | 0:1        | Rio Grande Valley FC           | IU Michael A. Carroll Track & Soccer Stadium | 24 de septiembre | 18:00      |            |
| San Diego Loyal SC             | 1:1        | Las Vegas Lights Football Club | Torero Stadium                               | 24 de septiembre | 19:00      |            |
| Birmingham Legión FC           | 0:2        | Miami FC                       | Protective Stadium                           | 24 de septiembre | 19:30      |            |

| Jornada 30                     | Jornada 30 | Jornada 30                     | Jornada 30                                     | Jornada 30       | Jornada 30 | Jornada 30 |
| Local                          | Resultado  | Visitante                      | Estadio                                        | Fecha            | Hora       |            |
| ------------------------------ | ---------- | ------------------------------ | ---------------------------------------------- | ---------------- | ---------- | ---------- |
| Hartford Athletic              | 0:2        | Tampa Bay Rowdies (2008)       | Trinity Health Stadium                         | 27 de septiembre | 20:00      |            |
| Detroit City Fútbol Club       | 0:3        | Colorado Springs Switchback FC | Keyworth Stadium                               | 27 de septiembre | 20:30      |            |
| Indy Eleven                    | 3:0        | Detroit City Fútbol Club       | IU Michael A. Carroll Track & Soccer Stadium   | 30 de septiembre | 20:00      |            |
| Pittsburgh Riverhounds SC      | 3:2        | FC Tulsa                       | Highmark Stadium                               | 30 de septiembre | 20:00      |            |
| Miami FC                       | 2:0        | Hartford Athletic              | Estadio Ricardo Silva                          | 30 de septiembre | 20:00      |            |
| Tampa Bay Rowdies (2008)       | 1:0        | Loudoun United FC              | Estadio Al Lang                                | 30 de septiembre | 20:30      |            |
| Colorado Springs Switchback FC | 1:1        | Rio Grande Valley FC           | Weidner Field                                  | 30 de septiembre | 21:00      |            |
| Menfis 901 FC                  | 1:2        | Birmingham Legión FC           | AutoZone Park                                  | 30 de septiembre | 21:00      |            |
| New Mexico United              | 2:0        | Louisville City FC             | Río Grande Credit Union Field at Isotopes Park | 30 de septiembre | 22:00      |            |
| El Paso Locomotive FC          | 3:2        | Charleston Battery             | Southwest University Park                      | 30 de septiembre | 22:30      |            |
| Oakland Roots SC               | 2:2        | San Antonio FC                 | Laney College Football Stadium                 | 30 de septiembre | 23:00      |            |
| San Diego Loyal SC             | 4:1        | Monterey Bay Football Club     | Torero Stadium                                 | 30 de septiembre | 23:00      |            |
| Phoenix Rising FC              | 1:1        | Orange County SC               | Phoenix Rising Soccer Stadium                  | 30 de septiembre | 23:30      |            |
| Sacramento Repúblic FC         | 2:0        | Las Vegas Lights Football Club | Heart Health Park                              | 1 de octubre     | 20:00      |            |

| Jornada 31                     | Jornada 31 | Jornada 31                     | Jornada 31                    | Jornada 31   | Jornada 31 | Jornada 31 |
| Local                          | Resultado  | Visitante                      | Estadio                       | Fecha        | Hora       |            |
| ------------------------------ | ---------- | ------------------------------ | ----------------------------- | ------------ | ---------- | ---------- |
| Hartford Athletic              | 2:2        | Rio Grande Valley FC           | Trinity Health Stadium        | 4 de octubre | 20:00      |            |
| El Paso Locomotive FC          | 0:0        | San Diego Loyal SC             | Southwest University Park     | 4 de octubre | 22:00      |            |
| Orange County SC               | 3:1        | Oakland Roots SC               | Championship Soccer Stadium   | 4 de octubre | 23:00      |            |
| Charleston Battery             | 1:2        | Miami FC                       | Patriots Point Soccer Complex | 7 de octubre | 19:00      |            |
| Loudoun United FC              | 0:3        | Detroit City Fútbol Club       | Segra Field                   | 7 de octubre | 19:30      |            |
| Louisville City FC             | 1:1        | Hartford Athletic              | Lynn Family S                 | 7 de octubre | 20:30      |            |
| Tampa Bay Rowdies (2008)       | 0:2        | Pittsburgh Riverhounds SC      | Estadio Al Lang               | 7 de octubre | 20:30      |            |
| Menfis 901 FC                  | 4:0        | El Paso Locomotive FC          | AutoZone Park                 | 7 de octubre | 21:00      |            |
| Rio Grande Valley FC           | 2:3        | Sacramento Repúblic FC         | H-E-B Park                    | 7 de octubre | 21:00      |            |
| FC Tulsa                       | 1:2        | Indy Eleven                    | ONEOK Field                   | 7 de octubre | 21:30      |            |
| Orange County SC               | 1:0        | San Antonio FC                 | Championship Soccer Stadium   | 7 de octubre | 23:00      |            |
| San Diego Loyal SC             | 4:2        | Oakland Roots SC               | Torero Stadium                | 7 de octubre | 23:00      |            |
| Las Vegas Lights Football Club | 2:3        | Colorado Springs Switchback FC | Cashman Field                 | 7 de octubre | 23:30      |            |
| Phoenix Rising FC              | 1:2        | New Mexico United              | Phoenix Rising Soccer Stadium | 7 de octubre | 23:30      |            |
| Birmingham Legión FC           | 2:0        | Monterey Bay Football Club     | Protective Stadium            | 8 de octubre | 18:00      |            |

| Jornada 32                     | Jornada 32 | Jornada 32                | Jornada 32                                     | Jornada 32    | Jornada 32 | Jornada 32 |
| Local                          | Resultado  | Visitante                 | Estadio                                        | Fecha         | Hora       |            |
| ------------------------------ | ---------- | ------------------------- | ---------------------------------------------- | ------------- | ---------- | ---------- |
| Hartford Athletic              | 2:5        | FC Tulsa                  | Trinity Health Stadium                         | 13 de octubre | 20:00      |            |
| New Mexico United              | 4:1        | Menfis 901 FC             | Río Grande Credit Union Field at Isotopes Park | 13 de octubre | 22:00      |            |
| Detroit City Fútbol Club       | 0:0        | Pittsburgh Riverhounds SC | Keyworth Stadium                               | 14 de octubre | 17:00      |            |
| Charleston Battery             | 1:0        | Birmingham Legión FC      | Patriots Point Soccer Complex                  | 14 de octubre | 18:00      |            |
| Louisville City FC             | 2:3        | Tampa Bay Rowdies (2008)  | Lynn Family S                                  | 14 de octubre | 20:30      |            |
| Colorado Springs Switchback FC | 2:0        | Phoenix Rising FC         | Weidner Field                                  | 14 de octubre | 21:00      |            |
| Rio Grande Valley FC           | 2:1        | Loudoun United FC         | H-E-B Park                                     | 14 de octubre | 21:00      |            |
| San Antonio FC                 | 3:3        | Indy Eleven               | Toyota Field                                   | 14 de octubre | 21:30      |            |
| Monterey Bay Football Club     | 0:1        | Orange County SC          | Cardinale Stadium                              | 14 de octubre | 23:00      |            |
| Oakland Roots SC               | 1:2        | El Paso Locomotive FC     | Laney College Football Stadium                 | 14 de octubre | 23:00      |            |
| Sacramento Repúblic FC         | 1:0        | Miami FC                  | Heart Health Park                              | 14 de octubre | 23:00      |            |
| Las Vegas Lights Football Club | 0:2        | San Diego Loyal SC        | Cashman Field                                  | 14 de octubre | 23:30      |            |

## Play offs
Al final de la temporada regular, los ocho mejores equipos de cada conferencia se clasificarán para los Playoffs del Campeonato de la USL de 2023. Los partidos son por eliminación simple.
Los Playoffs del Campeonato de la USL seguirán siendo un formato de eliminación simple y volverán a un formato de grupo fijo, que culminará en la Final del Campeonato de la USL de 2023 en una fecha por determinar entre el 9 y el 13 de noviembre de 2023.

## Cuadro de desarrollo
|  | Octavos de final | Octavos de final             | Octavos de final |                      |       | Cuartos de final       | Cuartos de final | Cuartos de final |  |    | Semifinales            | Semifinales | Semifinales |  |    | Final              | Final | Final |  |
|  |                  |                              |                  |                      |       |                        |                  |                  |  |    |                        |             |             |  |    |                    |       |       |  |
|  |                  |                              |                  |                      |       |                        |                  |                  |  |    |                        |             |             |  |    |                    |       |       |  |
|  | E1               | Pittsburgh Riverhounds SC    | 0                |                      |       |                        |                  |                  |  |    |                        |             |             |  |    |                    |       |       |  |
|  | E1               | Pittsburgh Riverhounds SC    | 0                |                      |       |                        |                  |                  |  |    |                        |             |             |  |    |                    |       |       |  |
|  | E8               | Detroit City FC              | 1                |                      |       |                        |                  |                  |  |    |                        |             |             |  |    |                    |       |       |  |
|  | E8               | Detroit City FC              | 1                |                      | E8    | Detroit City FC        | 0                |                  |  |    |                        |             |             |  |    |                    |       |       |  |
|  |                  |                              |                  |                      | E8    | Detroit City FC        | 0                |                  |  |    |                        |             |             |  |    |                    |       |       |  |
|  |                  |                              | E5               | Louisville City FC   | 4     |                        |                  |                  |  |    |                        |             |             |  |    |                    |       |       |  |
|  | E4               | Memphis 901 FC               | E5               | Louisville City FC   | 4     | 1 (4)                  |                  |                  |  |    |                        |             |             |  |    |                    |       |       |  |
|  | E4               | Memphis 901 FC               |                  |                      |       |                        |                  |                  |  |    |                        |             |             |  |    |                    |       |       |  |
|  | E5               | Louisville City FC           | 1 (5)            |                      |       |                        |                  |                  |  |    |                        |             |             |  |    |                    |       |       |  |
|  | E5               | Louisville City FC           | 1 (5)            |                      |       |                        |                  |                  |  | E5 | Louisville City FC     | 1           |             |  |    |                    |       |       |  |
|  |                  |                              |                  |                      |       |                        |                  |                  |  | E5 | Louisville City FC     | 1           |             |  |    |                    |       |       |  |
|  |                  |                              | E3               | Charleston Battery   | 2     |                        |                  |                  |  |    |                        |             |             |  |    |                    |       |       |  |
|  | E3               | Charleston Battery           | E3               | Charleston Battery   | 2     | 5                      |                  |                  |  |    |                        |             |             |  |    |                    |       |       |  |
|  | E3               | Charleston Battery           |                  |                      |       |                        |                  |                  |  |    |                        |             |             |  |    |                    |       |       |  |
|  | E6               | Indy Eleven                  | 0                |                      |       |                        |                  |                  |  |    |                        |             |             |  |    |                    |       |       |  |
|  | E6               | Indy Eleven                  | 0                |                      | E3    | Charleston Battery     | 2                |                  |  |    |                        |             |             |  |    |                    |       |       |  |
|  |                  |                              |                  |                      | E3    | Charleston Battery     | 2                |                  |  |    |                        |             |             |  |    |                    |       |       |  |
|  |                  |                              | E7               | Birmingham Legion FC | 1     |                        |                  |                  |  |    |                        |             |             |  |    |                    |       |       |  |
|  | E2               | Tampa Bay Rowdies            | E7               | Birmingham Legion FC | 1     | 0                      |                  |                  |  |    |                        |             |             |  |    |                    |       |       |  |
|  | E2               | Tampa Bay Rowdies            |                  |                      |       |                        |                  |                  |  |    |                        |             |             |  |    |                    |       |       |  |
|  | E7               | Birmingham Legion FC         | 3                |                      |       |                        |                  |                  |  |    |                        |             |             |  |    |                    |       |       |  |
|  | E7               | Birmingham Legion FC         | 3                |                      |       |                        |                  |                  |  |    |                        |             |             |  | E3 | Charleston Battery | 1 (2) |       |  |
|  |                  |                              |                  |                      |       |                        |                  |                  |  |    |                        |             |             |  | E3 | Charleston Battery | 1 (2) |       |  |
|  |                  |                              | O6               | Phoenix Rising FC    | 1 (3) |                        |                  |                  |  |    |                        |             |             |  |    |                    |       |       |  |
|  | O1               | Sacramento Republic FC       | O6               | Phoenix Rising FC    | 1 (3) | 1                      |                  |                  |  |    |                        |             |             |  |    |                    |       |       |  |
|  | O1               | Sacramento Republic FC       |                  |                      |       |                        |                  |                  |  |    |                        |             |             |  |    |                    |       |       |  |
|  | O8               | New Mexico United            | 0                |                      |       |                        |                  |                  |  |    |                        |             |             |  |    |                    |       |       |  |
|  | O8               | New Mexico United            | 0                |                      | O1    | Sacramento Republic FC | 3                |                  |  |    |                        |             |             |  |    |                    |       |       |  |
|  |                  |                              |                  |                      | O1    | Sacramento Republic FC | 3                |                  |  |    |                        |             |             |  |    |                    |       |       |  |
|  |                  |                              | O4               | San Antonio FC       | 1     |                        |                  |                  |  |    |                        |             |             |  |    |                    |       |       |  |
|  | O4               | San Antonio FC               | O4               | San Antonio FC       | 1     | 1                      |                  |                  |  |    |                        |             |             |  |    |                    |       |       |  |
|  | O4               | San Antonio FC               |                  |                      |       |                        |                  |                  |  |    |                        |             |             |  |    |                    |       |       |  |
|  | O5               | Colorado Springs Switchbacks | 0                |                      |       |                        |                  |                  |  |    |                        |             |             |  |    |                    |       |       |  |
|  | O5               | Colorado Springs Switchbacks | 0                |                      |       |                        |                  |                  |  | O1 | Sacramento Republic FC | 1           |             |  |    |                    |       |       |  |
|  |                  |                              |                  |                      |       |                        |                  |                  |  | O1 | Sacramento Republic FC | 1           |             |  |    |                    |       |       |  |
|  |                  |                              | O6               | Phoenix Rising FC    | 2     |                        |                  |                  |  |    |                        |             |             |  |    |                    |       |       |  |
|  | O3               | San Diego Loyal SC           | O6               | Phoenix Rising FC    | 2     | 3                      |                  |                  |  |    |                        |             |             |  |    |                    |       |       |  |
|  | O3               | San Diego Loyal SC           |                  |                      |       |                        |                  |                  |  |    |                        |             |             |  |    |                    |       |       |  |
|  | O6               | Phoenix Rising FC            | 4                |                      |       |                        |                  |                  |  |    |                        |             |             |  |    |                    |       |       |  |
|  | O6               | Phoenix Rising FC            | 4                |                      | O6    | Phoenix Rising FC      | 2                |                  |  |    |                        |             |             |  |    |                    |       |       |  |
|  |                  |                              |                  |                      | O6    | Phoenix Rising FC      | 2                |                  |  |    |                        |             |             |  |    |                    |       |       |  |
|  |                  |                              | O2               | Orange County SC     | 1     |                        |                  |                  |  |    |                        |             |             |  |    |                    |       |       |  |
|  | O2               | Orange County SC             | O2               | Orange County SC     | 1     | 1                      |                  |                  |  |    |                        |             |             |  |    |                    |       |       |  |
|  | O2               | Orange County SC             |                  |                      |       |                        |                  |                  |  |    |                        |             |             |  |    |                    |       |       |  |
|  | O7               | El Paso Locomotive FC        | 0                |                      |       |                        |                  |                  |  |    |                        |             |             |  |    |                    |       |       |  |
|  | O7               | El Paso Locomotive FC        | 0                |                      |       |                        |                  |                  |  |    |                        |             |             |  |    |                    |       |       |  |
|  |                  |                              |                  |                      |       |                        |                  |                  |  |    |                        |             |             |  |    |                    |       |       |  |

Observación: 
- la letra E al inicio del cuadro de desarrollo indica que los clubes pertenecen a la Conferencia Este.
- la letra O al inicio del cuadro de desarrollo indica que los clubes pertenecen a la Conferencia Oeste.

### Conferencia Este

#### Octavos de final
| 21 de octubre de 2023 | Menfis 901 FC                                   | 1:1 (1:1, 0:0) (t. s.)(4:5 p.) | Louisville City FC                           | AutoZone Park, Memphis, Tennessee                       |                                                         |
| 19:30                 | - Lapa 1'                                       | Reporte                        | - Lancaster 18'                              | Asistencia: 3.587 espectadores Árbitro(s): Elton García | Asistencia: 3.587 espectadores Árbitro(s): Elton García |
|                       |                                                 | Tiros desde el punto penal     |                                              |                                                         |                                                         |
|                       | - Hyndman - Molloy - Smith - Careaga - McFadden |                                | - Totsch - Harris - Mares - McCabe - Jimenez |                                                         |                                                         |

| 21 de octubre de 2023 | Pittsburgh Riverhounds SC | 0:1     | Detroit City Fútbol Club | Highmark Stadium, Pittsburgh, Pensilvania                    |                                                              |
| 20:00                 |                           | Reporte | - Gasso 78'              | Asistencia: 6.123 espectadores Árbitro(s): Sergii Demianchuk | Asistencia: 6.123 espectadores Árbitro(s): Sergii Demianchuk |

| 21 de octubre de 2023 | Tampa Bay Rowdies (2008) | 0:3     | Birmingham Legión FC                   | Estadio Al Lang, St. Petersburg, Florida                    |                                                             |
| 20:30                 |                          | Reporte | - Preston 41' - Nwegbo 57' - Kasim 77' | Asistencia: 5.249 espectadores Árbitro(s): Matthew Thompson | Asistencia: 5.249 espectadores Árbitro(s): Matthew Thompson |

| 22 de octubre de 2023 | Charleston Battery                                                       | 5:0     | Indy Eleven | Patriots Point Soccer Complex, San Antonio, Texas        |                                                          |
| 17:00                 | - Ycaza 12' - Williams 37' - Rodríguez 40' - Barajas 47' - Markanich 63' | Reporte |             | Asistencia: 2.972 espectadores Árbitro(s): Jeremy Scheer | Asistencia: 2.972 espectadores Árbitro(s): Jeremy Scheer |

#### Cuartos de final
| 28 de octubre de 2023 | Charleston Battery                                                       | 5:0     | Birmingham Legión FC | Patriots Point Soccer Complex, San Antonio, Texas       |                                                         |
| 19:00                 | - Ycaza 12' - Williams 37' - Rodríguez 40' - Barajas 47' - Markanich 63' | Reporte |                      | Asistencia: 2.972 espectadores Árbitro(s): Elton García | Asistencia: 2.972 espectadores Árbitro(s): Elton García |

| 28 de octubre de 2023 | Louisville City FC                                     | 4:0     | Detroit City Fútbol Club | Lynn Family S, Louisville, Kentucky                       |                                                           |
| 19:30                 | - Lancaster 14' (pen.), 59' - Ownby 43' - Gonzalez 60' | Reporte |                          | Asistencia: 7.959 espectadores Árbitro(s): Ricardo Fierro | Asistencia: 7.959 espectadores Árbitro(s): Ricardo Fierro |

#### Semifinales
| 4 de noviembre de 2023 | Charleston Battery                   | 2:1     | Louisville City FC | Patriots Point Soccer Complex, San Antonio, Texas |                             |
| 19:30                  | - Rodríguez 5' - Williams 58' (pen.) | Reporte | - Adams 90'        | Árbitro(s): Elvis Osmanovic                       | Árbitro(s): Elvis Osmanovic |

### Conferencia Oeste

#### Octavos de final
| 21 de octubre de 2023 | San Antonio FC  | 1:0     | Colorado Springs Switchback FC | Toyota Field, San Antonio, Texas                           |                                                            |
| 22:00                 | - Hernández 55' | Reporte |                                | Asistencia: 7.304 espectadores Árbitro(s): Alexis Da Silva | Asistencia: 7.304 espectadores Árbitro(s): Alexis Da Silva |

| 21 de octubre de 2023 | Sacramento Repúblic FC | 1:0     | New Mexico United | Heart Health Park, Sacramento, California                 |                                                           |
| 23:00                 | - Donovan 13'          | Reporte |                   | Asistencia: 11.56 espectadores Árbitro(s): Ricardo Fierro | Asistencia: 11.56 espectadores Árbitro(s): Ricardo Fierro |

| 21 de octubre de 2023 | Orange County SC | 1:0     | El Paso Locomotive FC | Championship Soccer Stadium, Irvine, California          |                                                          |
| 23:30                 | - Iloski 45+1'   | Reporte |                       | Asistencia: 5.500 espectadores Árbitro(s): Natalie Simon | Asistencia: 5.500 espectadores Árbitro(s): Natalie Simon |

| 22 de octubre de 2023 | San Diego Loyal SC            | 3:4 (3:3, 0:1) (t. s.) | Phoenix Rising FC                                       | Torero Stadium, San Diego, California |                             |
| 23:00                 | - Damus 4', 25', 90+7' (pen.) | Reporte                | - Armenakas 19' (pen.) - Trejo 42' - Formella 51', 119' | Árbitro(s): Elvis Osmanovic           | Árbitro(s): Elvis Osmanovic |

#### Cuartos de final
| 27 de octubre de 2023 | Sacramento Repúblic FC                 | 3:1     | San Antonio FC    | Heart Health Park, Sacramento, California                   |                                                             |
| 19:30                 | - Cicerone 49' - Ross 69' - Viader 80' | Reporte | - Oluwaseyi 90+1' | Asistencia: 11.569 espectadores Árbitro(s): Elvis Osmanovic | Asistencia: 11.569 espectadores Árbitro(s): Elvis Osmanovic |

| 28 de octubre de 2023 | Orange County SC | 1:2 (1:1, 0:1) (t. s.) | Phoenix Rising FC        | Championship Soccer Stadium, Irvine, California |                           |
| 19:30                 | - Amang 24'      | Reporte                | - Trejo 7' - Cuello 116' | Árbitro(s): Calin Radosav                       | Árbitro(s): Calin Radosav |

#### Semifinales
| 4 de noviembre de 2023 | Sacramento Repúblic FC | 1:2     | Phoenix Rising FC                   | Heart Health Park, Sacramento, California                  |                                                            |
| 19:00                  | - Cicerone 31'         | Reporte | - Donovan 31' (a.g.) - Cuello 90+2' | Asistencia: 11.569 espectadores Árbitro(s): Ricardo Fierro | Asistencia: 11.569 espectadores Árbitro(s): Ricardo Fierro |

### Final del campeonato
| 12 de noviembre de 2023 | Charleston Battery                              | 1:1 (1:1, 0:0) (t. s.)(2:3 p.) | Phoenix Rising FC                                  | Patriots Point Soccer Complex, San Antonio, Texas       |                                                         |
| 19:00                   | - Markanich 36'                                 | Reporte                        | - Stenberg 90'                                     | Asistencia: 5.094 espectadores Árbitro(s): Elton García | Asistencia: 5.094 espectadores Árbitro(s): Elton García |
|                         |                                                 | Tiros desde el punto penal     |                                                    |                                                         |                                                         |
|                         | - Paterson - Williams - Archer - Allan - Dodson |                                | - Cuello - Krutzen - Zambrano - Gallardo - Arteaga |                                                         |                                                         |

### Campeón
| USL Championship 2023       |
| --------------------------- |
| Bandera de Arizona          |
| Phoenix Rising FC 1º Título |